# نوک‌شاخ حلقه‌گل‌دار
 نوک‌شاخ حلقه‌گل‌دار (نام علمی: Rhyticeros undulatus) نام گونه‌ای از تیره نوک‌شاخ است.